# 旭蟹
旭蟹（学名：Ranina ranina）是十足目蛙蟹科蛙蟹属的一种动物，俗稱海臭蟲、又其外形似青蛙，也有蛙蟹、蛙形蟹、真蛙蟹、加菲蟹（因形像加菲貓）、倒退攄（台語，俗寫「倒退嚕」）、候貝切、鱟扒㧪、老虎蟹、虎紋蟹等别稱。

## 特徵
體色呈橘紅色，螯巨大而扁平，頭胸甲前寬後窄。體軀分大主殼、及小尾殼兩部分。共有5對足，為1對前螯、4對槳狀步足。而步足演化為槳狀，以利其挖掘或於水中游泳。主要分布在大洋的砂質底。行走時以尾殼方向倒著走，故又謂「倒退嚕」。母旭蟹尾殼大，而公旭蟹尾殼小。

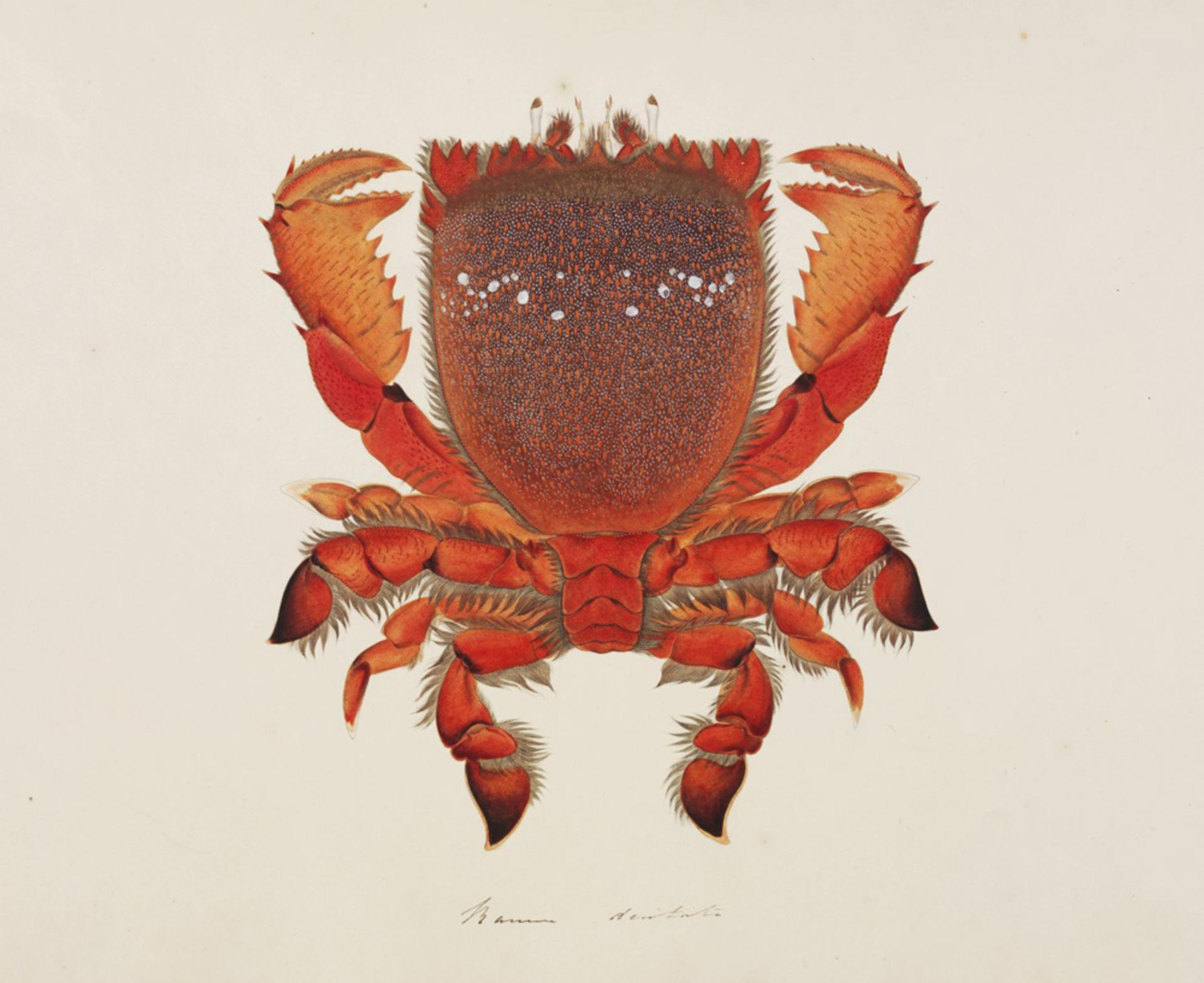
川原慶賀在1825年繪製的旭蟹

## 分布
旭蟹分布于日本、澳大利亚的东部、斯里兰卡、东非和南非以及中国大陸广西與广东、台湾等地，生活环境为海水，常生活于10－50米深处的沙底上。其生存的海拔范围为-50至-10米。

## 生長週期
旭蟹從已受精的「發眼卵」到孵化成幼苗要五天時間。幼苗以豐年蝦的無節幼蟲（Nauplius）為食，至第24天完成四個階段的幼苗期長成。目前在台灣及日本均有對本物種飼養的研究。

## 食用價值
其肉質飽滿而鮮美，為台灣常見的宴會海鮮食材。在澳大利亞的塔斯曼尼亞，澳洲旭蟹也是遊客們最愛享受的美食。在新加坡的辣椒蟹、咖喱蟹也有以旭蟹來泡製。

## 外部連結
- 維基物種上的相關：真蛙蟹